# Eddie Donovan
Eddie Donovan (né le 2 juin 1922, à Elizabeth, New Jersey - décédé le 20 janvier 2001) était un ancien entraîneur et dirigeant américain de basket-ball.
Il fut entraîneur de l'équipe de l'université Saint-Bonaventure de 1953 à 1961.
Il entraîna par la suite les New York Knickerbockers de 1961 à 1965, et était sur le banc quand son équipe affronta les Philadelphia Warriors de Wilt Chamberlain lorsque celui-ci inscrivit son record mythique de 100 points le 2 mars 1962.
Il devint ensuite General Manager de l'équipe. Dans ce rôle, il drafta Willis Reed et acquit Dave DeBusschere, deux transferts qui permirent aux Knicks de remporter le titre NBA en 1970.
Donovan devint par la suite dirigeant aux Buffalo Braves, où il remporta le titre de NBA Executive of the Year lors de la saison 1973-1974.